# Juliette François
Juliette François (* 23. September 1925 in Luxemburg; † 15. September 2007) war eine luxemburgische Theaterschauspielerin, die 1985 einmalig auch in einer Fernsehfilmrolle erschien, wohingegen ihre Theaterkarriere einen Zeitraum von sechzig Jahren umspannte.
Ihr Bühnendebüt feierte François 1938 am Alten Theater in Luxemburg in dem Stück Mumm Séiss. Danach war sie in einer ganzen Reihe von Rollen am Kapuzinertheater zu sehen. Gemeinsam mit ihrem Ehemann, dem luxemburgischen Schauspieler und Autoren Paul Greisch, war sie zu Beginn der 1970er Jahre Mitbegründerin des Théâtre ouvert de Luxembourg (TOL) und trat regelmäßig dort auf. Gegen Ende der 1990er Jahre begann sie, sich nach und nach von der Bühne zurückzuziehen.

## Filmografie
- 1985: Déi zwéi vum Bierg (Regie: Menn Bodson, Gast Rollinger und Marc Olinger)